# Petelia umbrosa
Petelia umbrosa är en fjärilsart som beskrevs av William Schaus 1911. Petelia umbrosa ingår i släktet Petelia och familjen mätare. Inga underarter finns listade i Catalogue of Life.